# Badartschin
Der Begriff Badartschin (mongolisch бадарчин) bezeichnet im Mongolischen einen lamaistischen Bettel- und Wandermönch. In der mongolischen Erzähltradition des 19. Jahrhunderts wurde dieser zu einer zentralen Figur, in der sich der Unmut der Bevölkerung Gehör verschaffte.

## Historischer Hintergrund
Tibetische Wandermönche waren im 16. Jahrhundert die treibende Kraft in der Verbreitung des Lamaismus in der Mongolei. In der Folge etablierte sich nicht nur der Lamaismus als Religion, sondern auch die Existenz als Badartschin etablierte sich als spezielle Form des Mönchtums. Erst im 20. Jahrhundert verschwanden die so umherziehenden Lamas aus der mongolischen Gesellschaft.
Ein solcher Badartschin trug traditionell nicht nur seine Arbeitsutensilien in einem speziellen Tragegestell auf dem Rücken mit sich, sondern seinen ganzen Hausstand – ein kleines Zelt, einen Kessel, Lebensmittel und Kleidung. Am Körper trug er zudem eine Holzschale – die namengebende 'badar' (mong. бадар) –, einen Rosenkranz, Buddha-Statuetten, ein Messer und eine Wasserflasche. Die beiden Stangen des Zeltes benutzte er als Wanderstöcke, aber auch als Waffen gegen Hunde und gegebenenfalls auch menschliche Angreifer.
Einige Badartschin pilgerten zu heiligen Stätten in Tibet und Indien. Die meisten von ihnen zogen jedoch in der Mongolei von Jurte zu Jurte, baten um Essen und erfüllten dabei zwei wichtige Rollen. In entlegenen Gegenden der Mongolei stellten sie die einzigen lamaistischen Ansprechpartner dar und vollzogen zentrale lamaistische Zeremonien wie die Auswahl des richtigen Tages für Hochzeiten, Taufen und Reisen. Zum anderen dienten sie als lebendige Zeitung. 
Während der mandschurischen Fremdherrschaft wurde dies von der Obrigkeit als Gefahr für Ruhe und Ordnung erkannt, da die Badartschin auch die gesellschaftliche Spannung weitertrugen. Es wurde versucht, das Wanderlama-Dasein zu verbieten, jedoch ohne großen Erfolg. Stattdessen nahm im 19. Jahrhundert aufgrund der fortschreitenden Verarmung der mongolischen Bevölkerung die Landstreicherei weiter zu und dies nicht nur in der Form des Badartschin, sondern auch des Straßenräubers.

## Herkunft der Badartschin-Märchen
Anders als bei Märchen üblich, lässt sich bei den mongolischen Badartschin-Märchen der Zeitpunkt ihrer Entstehung auf das 19. Jahrhundert festlegen. Sie entstanden als politisches, sozialkritisches Sprachrohr der Bevölkerung, die so ihren Unmut ausdrückten über die Willkür und die Grausamkeiten in dieser letzten Phase der Mandschu-Herrschaft und zum anderen über die eigenen Fürsten, die ihre Dekadenz zu Lasten der Bevölkerung auslebten. Armut und Unruhen waren die Folgen.
Wohl aufgrund ihrer relativ späten und klar nachvollziehbaren Entstehungszeit und der im Einzelfall tatsächlich nachzuvollziehenden Identität des dargestellten Badartschin bezeichnet der mongolische Forscher Chorloo das Genre als Kunstscherzmärchen (mong. уран шог үлгэр).

## Form und Aufbau der Badartschin-Märchen
Die mongolischen Badartschin-Märchen folgen im Allgemeinen einem recht einheitlichen Schema: Der Badartschin kommt auf seiner Wanderung zu einer Jurte. Es kommt zu einem Konflikt mit den Gastgebern. Mit Witz und Cleverness entzieht sich der Badartschin diesem Konflikt oder kommt an das ersehnte Essen. Beliebte Motive sind das Anfüllen des Beutels mit Speise und das Verprügeln angreifender Hunde.
Darüber hinaus sind die Märchen meist kurz und prägnant. Die Handlung konzentriert sich auf zwei bis drei Protagonisten. Dem Thema der Alltagskultur angemessen, ist die Sprache eher schlicht und frei von Metaphern oder ähnlichen Stilmitteln. Dennoch erschließen sie sich dem modernen Leser teilweise schwierig, da Anspielungen und Humor oft nur im zeithistorischen Kontext nachvollziehbar sind.

## Themen der Badartschin-Märchen
Den Badartschin-Märchen kommt laut Heissig im Laufe des 19. Jahrhunderts „immer mehr die Rolle eines humoristischen Ventils für den angestauten Unmut der Bevölkerung“ zu. Dabei lassen sich vier Hauptthemen ausmachen:
Da der Badartschin für seine Existenz auf Almosen angewiesen ist, spielen geizige Gastgeber eine zentrale Rolle. So erzählt das Märchen Der Badarčin und Wirt von einem dreisten Gastwirt, der verlangt, dass der Badartschin für das Einatmen des Duftes seiner Speisen bezahle. Daraufhin klimpert der Badartschin mit den wenigen Münzen in seinem Beutel und erklärt, dass dann das Geräusch des Geldes auch Bezahlung genug sei.
Das zweite Thema ist die Kritik an der Obrigkeit, d. h. an den Fürsten und Khanen, die im 18. und vor allem im 19. Jahrhundert auf Kosten der Bevölkerung in Luxus lebten. Das Märchen Der Khaan und der Badartschin stellt die Dekadenz des Adels bloß, wenn der Badartschin geschickt den vom Khan ausgerufenen Lügenwettbewerb ausnutzt.
Drittens dienen die Märchen auch der Kritik an der lamaistischen Kirche, die zu großen Teilen die Dekadenz des Adels nicht nur mittrug, sondern daran partizipierte. 

„In den Badarčin-Schwänken, die den Lama oder die Nonnen zur Zielscheibe ihres Spotts machten, schlug sich nicht nur die Mißstimmung der Bevölkerung mit diesen gesellschaftlich eine Sonderstellung einnehmenden Gruppen nieder, sondern fand auch die Rivalität zwischen den als Außenseiter im kirchlichen Bereich geltenden Badarčin, die von den vollordinierten Mönchen mißachtet wurden, ihren Ausdruck.“

So entlarvt der Badartschin in einem Märchen die Scheinheiligkeit eines als Geistesbeschwörer und Teufelsaustreiber berühmten Lamas, wenn dieser sich furchtbar vor einem vom Badartschin präsentierten Totenkopf mit Tuch darum erschreckt.
Nicht zuletzt findet sich auch Kritik an den Badartschin selbst. Dies belegt zum einen, dass die Erzähler dieser Märchen zumindest nicht ausschließlich selbst Wanderlamas waren. Zum anderen verdeutlicht es die Schwierigkeiten, die die Bevölkerung ihrerseits mit den Badartschin hatte. Märchen von einem Badartschin, der siebenmal nachnimmt, und einem Badartschin, den seine Gier umbringt, sind anschauliche Beispiele. Zentrales Thema ist zudem die Lüsternheit der Wanderlamas. In diesen Märchen stellen der Badartschin zumeist der Tochter des Gastgebers oder eines Fürsten nach, ist jedoch am Ende selbst der verlachte.

## Verwandte Figuren der mongolischen Märchen
Der Badartschin ist in seiner sozialkritischen Funktion wohl einzigartig in den mongolischen Märchen und kann in seiner Bedeutung durchaus mit der Figur des Nasreddin oder Till Eulenspiegel verglichen werden. Dennoch haben die mongolischen Märchen des 18. und 19. Jahrhunderts auch andere Figuren zu bieten, in denen sich der Unmut der Bevölkerung entlud.
Die beiden ältesten Figuren sind Balan-Senge und Dalan chudaltschi, die vermutlich von der tibetischen, indischen und vorderorientalischen Märchentradition beeinflusst sind. Die zum Teil haarsträubenden Schwänke, die von ihnen erzählt werden, erinnern an Geschichten von Baron von Münchhausen.
Einen sehr direkten Bezug zu den Zuständen des 18. und 19. Jahrhunderts liefern zahlreiche Räuberfiguren, die Robin-Hood-artige Züge zeigen und zum Großteil auf historische Personen zurückgehen. Ein prominentes Beispiel aus dem Gebiet der östlichen Chalcha ist Toroi Bandi; im Ordus-Gebiet wird vom listigen Culmun erzählt. 